# Adlumia asiatica
Adlumia asiatica är en vallmoväxtart som beskrevs av Jisaburo Ohwi. Adlumia asiatica ingår i släktet adlumior, och familjen vallmoväxter. Inga underarter finns listade i Catalogue of Life.